# Габрє-при-Стичні
Габрє-при-Стичні (словен. Gabrje pri Stični) — поселення в общині Іванчна Гориця, Осреднєсловенський регіон, Словенія. Висота над рівнем моря: 368,6 м.